# Curtea Croome
Curtea Croome este un conac neo-paladian înconjurată de un parc aflat în Croome D'Abitot, lângă Upton-upon-Severn, Worcestershire, Anglia.